# 外喀尔巴阡州州长
外喀尔巴阡州州长（烏克蘭語：Закарпатська обласна державна адміністрація）是外喀尔巴阡州行政部门的负责人。该职位由乌克兰总统任命。现任州长为维克托·米基塔。